# William Curtis

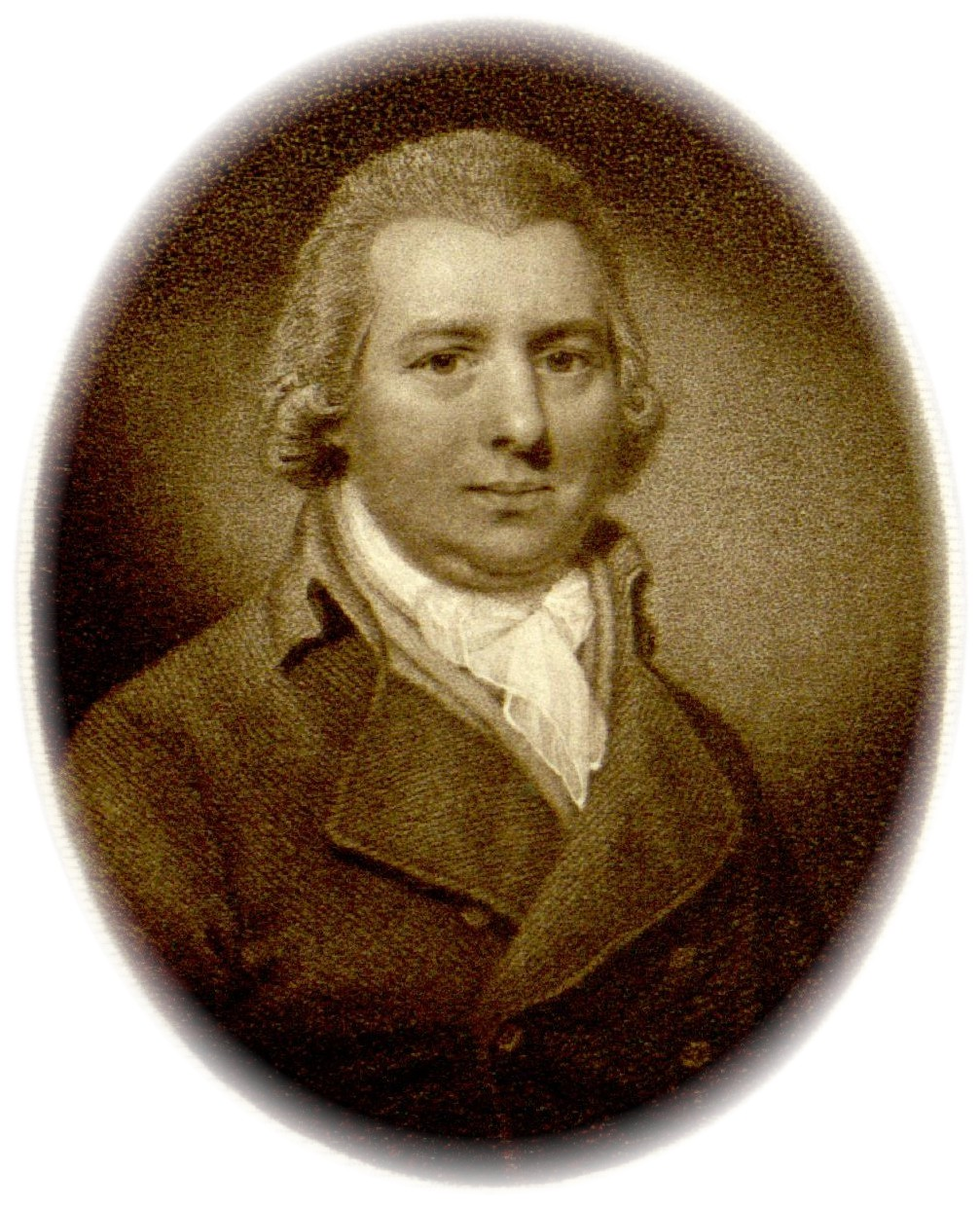
Porträtt av Curtis från Curtis's Botanical Magazine.

William Curtis, född 11 januari 1746, död 7 juli 1799, var en brittisk botaniker och apotekare.
Curtis utgav Flora Londinensis (2 band, 1777-1798), ett praktverk och en av dåtidens bästa specialfloror, och grundade 1787 Botanical magazine och utgav de första 14 banden av detta in på 1900-talet fortsatta planschverket över efter hand i växthus odlade främmande växter. Bland hans övriga arbeten kan nämnas Practical observations on the British grasses (1790). Curtis inrättade en botanisk trädgård i Brompton.
Auktorsnamnet Curtis kan användas för William Curtis i samband med ett vetenskapligt namn inom botaniken; se Wikipediaartiklar som länkar till auktorsnamnet.